# Isotes praedita
Isotes praedita là một loài bọ cánh cứng trong họ Chrysomelidae. Loài này được Erichson miêu tả khoa học năm 1847. Het dier komt voor in het Amazonegebied van Brazilië, Ecuador en Peru.